# Mike Pelliccia
Mike Pelliccia, detto Michele (New Haven, 27 gennaio 1910 – ...), è stato un cestista statunitense naturalizzato italiano.
È stato il primo oriundo ad aver indossato la maglia della Nazionale italiana. Con la maglia azzurra ha disputato le Olimpiadi 1936, gli Europei del 1937 e quelli del 1939.

Termina la sua carriera da cestista militando nel G.U.F. Roma nei primi anni Quaranta.